# The Killers
The Killers sind eine US-amerikanische Rockband aus Las Vegas, Nevada, die 2001 gegründet wurde. Der Name stammt von einer gleichnamigen fiktiven Band aus dem Musikvideo zum Song Crystal von New Order.

## Geschichte

### Gründung (2001–2002)
Dave Keuning setzte eine Annonce in eine Zeitung, in der er um Mitglieder für eine neue Band warb. Brandon Flowers sah diese Annonce und entschloss sich, seine alte Band namens Response Blush zu verlassen und etwas Neues zu beginnen. Flowers und Keuning verband, dass sie beide Fans der Band Oasis sind. So ließen sie sich schon bei ihrer ersten Single Mr. Brightside von dieser Band inspirieren. Später kamen die anderen beiden Bandmitglieder Ronnie Vannucci und Mark Stoermer durch Castings hinzu.

### Hot Fuss(2003–2006)
The Killers veröffentlichten ihr Album Hot Fuss im Juni 2004 in Großbritannien mit Marrakesh Records, und in den USA mit Island Records. Schon Hot Fuss erhielt 4× Platin. Die Single-Auskopplungen dieses Albums sind Mr. Brightside, welches sofort die Top 10 in Großbritannien erreichte, All These Things That I’ve Done und Somebody Told Me. Mr. Brightside steht dort seitdem in den Top 100; 2021 waren es über fünf Jahre.
Der Song All These Things That I’ve Done wird am Ende des Filmes Mord und Margaritas gespielt. Eine Remix-Version von Mr. Brightside kommt im deutschen Film Keinohrhasen vor. Im Film Liebe braucht keine Ferien wird der Song an einer Stelle von Cameron Diaz gesungen.

### Sam’s Town(2006–2007)
Sam’s Town, das zweite Album der Band, erreichte in den USA in der ersten Woche Platz 2 der Charts, in Großbritannien stieg es in den Albumcharts auf Platz 1 neu ein. Es wurde von den Werken von U2, Bruce Springsteen, Tom Petty und anderen beeinflusst. Der Name bezieht sich auf Sam’s Town Hotel and Gambling Hall, ein Hotel mit Casino in Las Vegas, der Heimatstadt der Band. Die mit einem Bikini bekleidete Frau auf dem Cover der CD ist Sängerin und Model Felice LaZae.
Bei den BRIT Awards gewannen sie am 14. Februar 2007 die Auszeichnung sowohl als beste internationale Band als auch mit Sam’s Town für das beste internationale Album.
Laut eigener Aussage sind die Killers von Queen, U2, New Order und Muse beeinflusst worden, denen sie ihren Preis bei den EMAs für das beste Rockalbum widmeten. Das macht sich ebenfalls bei der Auswahl der Produzenten bemerkbar, denn The Killers haben sich bei der Arbeit an ihrem zweiten Album Verstärkung bei Flood und Alan Moulder geholt, die schon oft mit U2 zusammengearbeitet haben.
Im Video zu All These Things That I’ve Done führte Anton Corbijn Regie, der für seine visuellen Ergebnisse besonders bei U2 bekannt ist. Für den Videoclip zu Bones konnte 2006 Tim Burton als Regisseur gewonnen werden.
The Killers coverten mehrere Bands und Sänger, wie zum Beispiel von Joy Division Shadowplay, von Dire Straits Romeo and Juliet oder von Morrissey Why Don’t You Find Out for Yourself. Des Weiteren gab es auch eine Coverversion von Helter Skelter der Beatles, gemeinsam mit den Vines.

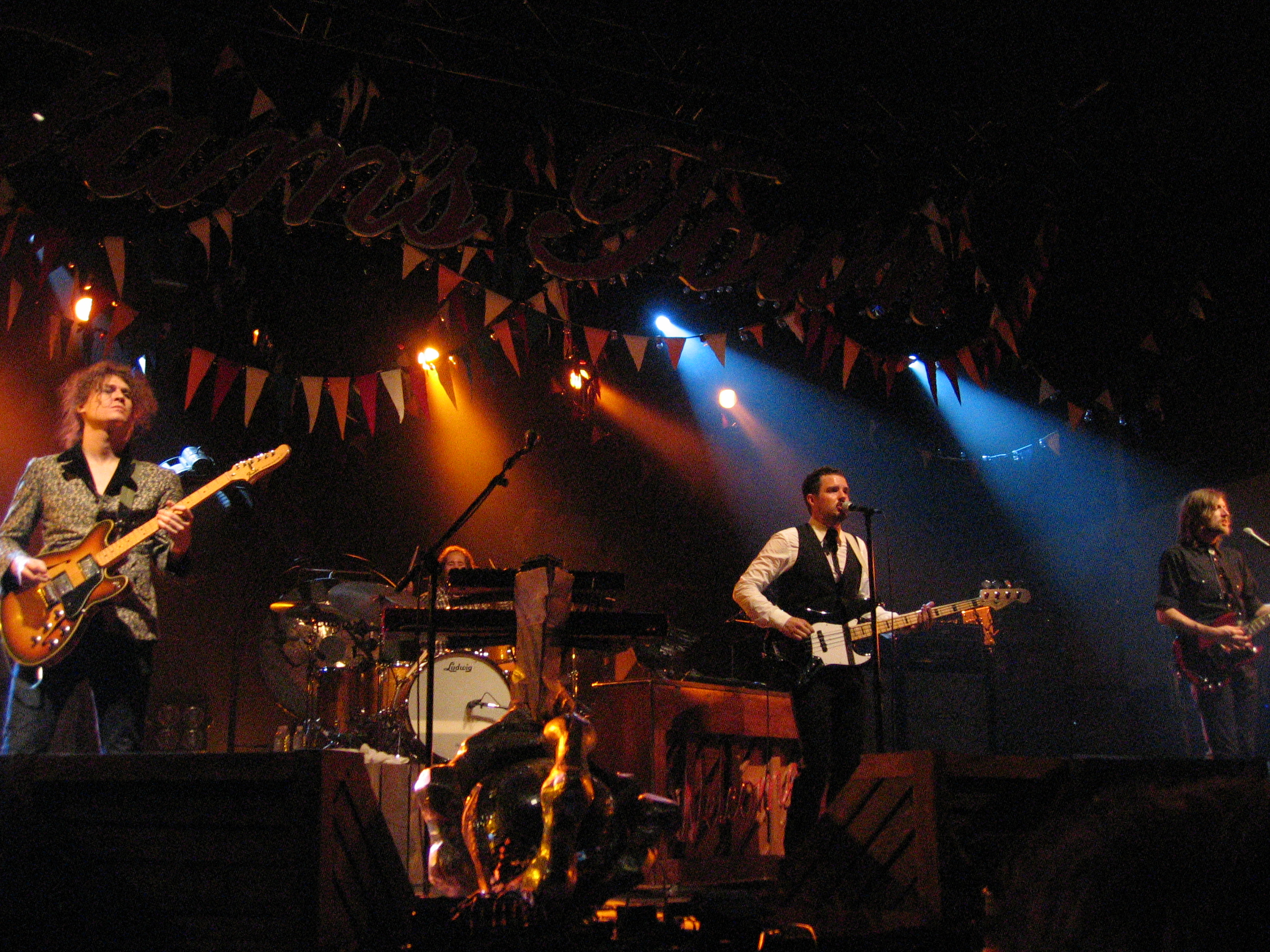
The Killers, 2006

Auf dem Album Disco 4 der Pet Shop Boys befindet sich ein PSB-Remix von Read My Mind, der mit zusätzlichen Vocals von Neil Tennant erweitert wurde.

### Sawdust(2007–2008)
Ihr drittes Album Sawdust enthält B-Seiten der vorhergegangenen Singles, Raritäten und neue Songs. Es wurde im November 2007 veröffentlicht. Die erste Single des Albums, Tranquilize, die in Zusammenarbeit mit Lou Reed entstand, kam bereits im Oktober 2007 auf den Markt.

### Day & Age(2008–2010)
Im November 2008 erschien ihr drittes Studioalbum mit dem Titel Day & Age. Produzent war Stuart Price. Die erste Single Human war ursprünglich schon für Sawdust geplant. Der Song wurde im Jahr 2009 in einem Werbespot von Sky Deutschland verwendet. Auch Nike hatte im Jahr 2008 mit All These Things That I’ve Done vom Album Hot Fuss auf einen Song der Band als Werbeträger gesetzt, ebenso Christian Dior 2009 mit Shadowplay aus dem Album Sawdust.

### Pause (2010–2011)
Im Januar 2010 gaben The Killers bekannt, dass sie nach den letzten Konzerten der „Day & Age“-Tour eine längere Pause einlegen wollen. Sie müssten sich nach sechs Jahren, die sie fast nur in Sachen Band unterwegs waren, erholen, wie Gitarrist Keuning mitteilte. Diese Pause solle aber nicht die Trennung von The Killers bedeuten.
Brandon Flowers nutzte diese Zeit, um an einem Soloalbum zu arbeiten, das den Namen Flamingo trug und am 3. September 2010 erschien. Auch Mark Stoermer und Ronnie Vannucci veröffentlichten während der Auszeit der Band mit Another Life und Big Talk eigene Soloalben.
Wie bereits in den vorangegangenen Jahren erschien auch im Dezember 2010 ein Weihnachtssong. Der Erlös der Single Boots kommt wohltätigen Zwecken zugute. Beim Lollapalooza Festival 2011 in Chile feierten The Killers ihr Live-Comeback. Ebenfalls für einen wohltätigen Zweck wurde im Dezember 2011 die (RED) Christmas EP veröffentlicht.

### Battle Born(2012)
Im September 2012 erschien das vierte Studioalbum der Killers. Es wurde am 14. September 2012 in Deutschland veröffentlicht. Es ist laut der Band stilistisch nicht an Day & Age angelehnt, sondern ist gitarrenlastiger. Der Titel lautet Battle Born in Anspielung auf die harte Seite des American Way of Life.

“In a sense, all Americans are battle born. Our ancestors came here for something better.”

Runaways ist die erste Singleauskopplung aus dem Album und war am 10. Juli 2012 zum ersten Mal in verschiedenen US-Radiosendern zu hören.
Am 11. November 2012 traten The Killers bei den MTV Europe Music Awards 2012 in Frankfurt am Main auf und am 10. November 2013 bei den MTV Europe Music Awards 2013 in Amsterdam.
Am 22. September 2017 erschien das fünfte Studioalbum unter dem Titel Wonderful Wonderful.

## Aktivismus und Philanthropie
Die Band spielte auf Einladung des US-Präsidenten Barack Obama am 4. Juli 2010 vor dem Weißen Haus als Teil der Feierlichkeiten zum Unabhängigkeitstag der USA, was Flowers als eine „monumentale Ehre“ bezeichnete. Flowers, Keuning und Stoermer spielten auch bei einer Wahlkampfveranstaltung am 8. Juli 2010 in Nevada für Obama und den Mehrheitsführer des US-Senats Harry Reid, der wiedergewählt werden sollte.
Seit dem Jahr 2006 haben die Killers jährliche Weihnachts-Singles und -videos veröffentlicht zur Unterstützung der Hilfsorganisation Product Red und ihres Engagements gegen AIDS, Tuberkulose und Malaria.

## Diskografie
Studioalben

| Jahr | Titel Musiklabel                          | Höchstplatzierung, Gesamtwochen, AuszeichnungChartplatzierungen (Jahr, Titel, Musiklabel, Platzierungen, Wochen, Auszeichnungen, Anmerkungen) | Höchstplatzierung, Gesamtwochen, AuszeichnungChartplatzierungen (Jahr, Titel, Musiklabel, Platzierungen, Wochen, Auszeichnungen, Anmerkungen) | Höchstplatzierung, Gesamtwochen, AuszeichnungChartplatzierungen (Jahr, Titel, Musiklabel, Platzierungen, Wochen, Auszeichnungen, Anmerkungen) | Höchstplatzierung, Gesamtwochen, AuszeichnungChartplatzierungen (Jahr, Titel, Musiklabel, Platzierungen, Wochen, Auszeichnungen, Anmerkungen) | Höchstplatzierung, Gesamtwochen, AuszeichnungChartplatzierungen (Jahr, Titel, Musiklabel, Platzierungen, Wochen, Auszeichnungen, Anmerkungen) | Höchstplatzierung, Gesamtwochen, AuszeichnungChartplatzierungen (Jahr, Titel, Musiklabel, Platzierungen, Wochen, Auszeichnungen, Anmerkungen) | Anmerkungen                                                    |
| Jahr | Titel Musiklabel                          | DE | AT | CH | UK | US | Rock | Anmerkungen                                                    |
| ---- | ----------------------------------------- | --- | --- | --- | --- | --- | --- | -------------------------------------------------------------- |
| 2004 | Hot Fuss Island Def Jam (UMG)             | DE75 Gold · (6 Wo.)DE | AT60 (7 Wo.)AT | CH48 (26 Wo.)CH | UK1 ×8Achtfachplatin · (255 Wo.)UK | US7 ×6Sechsfachplatin · (99 Wo.)US | Rock22 (8 Wo.)Rock | Erstveröffentlichung: 7. Juni 2004 Verkäufe: + 8.990.000       |
| 2006 | Sam’s Town Island Records (UMG)           | DE6 Gold · (19 Wo.)DE | AT5 (15 Wo.)AT | CH9 (8 Wo.)CH | UK1 ×5Fünffachplatin · (126 Wo.)UK | US2 ×2Doppelplatin · (42 Wo.)US | Rock2 (31 Wo.)Rock | Erstveröffentlichung: 29. Juni 2006 Verkäufe: + 5.000.000      |
| 2008 | Day & Age Island Records (UMG)            | DE8 Platin · (30 Wo.)DE | AT9 Gold · (20 Wo.)AT | CH4 Gold · (21 Wo.)CH | UK1 ×4Vierfachplatin · (70 Wo.)UK | US6 Platin · (42 Wo.)US | Rock2 (20 Wo.)Rock | Erstveröffentlichung: 21. November 2008 Verkäufe: + 3.000.000  |
| 2012 | Battle Born Island Records (UMG)          | DE2 (8 Wo.)DE | AT3 (7 Wo.)AT | CH2 (9 Wo.)CH | UK1 Platin · (26 Wo.)UK | US3 (18 Wo.)US | Rock1 (18 Wo.)Rock | Erstveröffentlichung: 14. September 2012 Verkäufe: + 1.000.000 |
| 2017 | Wonderful Wonderful Island Records (UMG)  | DE8 (3 Wo.)DE | AT10 (3 Wo.)AT | CH8 (4 Wo.)CH | UK1 Gold · (21 Wo.)UK | US1 (5 Wo.)US | Rock1 (8 Wo.)Rock | Erstveröffentlichung: 22. September 2017 Verkäufe: + 188.000   |
| 2020 | Imploding the Mirage Island Records (UMG) | DE6 (4 Wo.)DE | AT4 (3 Wo.)AT | CH2 (5 Wo.)CH | UK1 Silber · (10 Wo.)UK | US8 (2 Wo.)US | Rock1 (2 Wo.)Rock | Erstveröffentlichung: 21. August 2020 Verkäufe: + 100.000      |
| 2021 | Pressure Machine Island Records (UMG)     | DE7 (3 Wo.)DE | AT5 (3 Wo.)AT | CH4 (6 Wo.)CH | UK1 (4 Wo.)UK | US9 (2 Wo.)US | Rock1 (2 Wo.)Rock | Erstveröffentlichung: 13. August 2021                          |

grau schraffiert: keine Chartdaten aus diesem Jahr verfügbar

## Auszeichnungen
- ASCAP Awards
  - 2010: in der Kategorie „Vanguard Award“
- Brit Awards
  - 2007: in der Kategorie „Best International Group“
  - 2007: in der Kategorie „Best International Album“ (Sam’s Town)
- International Dance Music Awards
  - 2009: in der Kategorie „Best Alternative/Rock Dance Track“ (Human)
- Meteor Ireland Music Awards
  - 2005: in der Kategorie „Best Live Performance Visiting Act“
- MTV Europe Music Awards
  - 2006: in der Kategorie „Best Rock Group“
- MTV u Woodie Awards
  - 2004: in der Kategorie „The Breaking Woodie (Best Emerging Artist)“
- MTV Video Music Awards
  - 2005: in der Kategorie „Best New Artist“
- MuchMusic Video Awards
  - 2005: in der Kategorie „Best International Video - Group“ (Mr. Brightside)
- NARM Awards
  - 2005: in der Kategorie „Pop/Rock Breakout Artist of the Year“
- NME Awards (UK)
  - 2005: in der Kategorie „Best International Band“
  - 2007: in der Kategorie „Best Video“ (Bones)
  - 2008: in der Kategorie „Best International Band“
  - 2009: in der Kategorie „Best International Band“
  - 2013: in der Kategorie „Best International Band“
- NME Awards (USA)
  - 2008: in der Kategorie „Best Band“
  - 2008: in der Kategorie „Best Track“ (Tranquilize)
- Q Awards
  - 2006: in der Kategorie „Best Video“ (When You Were Young)
- World Music Awards
  - 2005: in der Kategorie „World’s Best Selling New Group“